# Paraputo gasteris
Paraputo gasteris är en insektsart som beskrevs av Wang 1982. Paraputo gasteris ingår i släktet Paraputo och familjen ullsköldlöss. Inga underarter finns listade i Catalogue of Life.